# Oncopsis quebecensis
Oncopsis quebecensis är en insektsart som beskrevs av Hamilton 1983. Oncopsis quebecensis ingår i släktet Oncopsis och familjen dvärgstritar. Inga underarter finns listade i Catalogue of Life.